# Mosque Me Too
El moviment Mosque Me Too (#MosqueMeToo) és predominantment un moviment de dones musulmanes on les dones peregrines parlen sobre l'abús sexual experimentat en el Hajj, la peregrinació islàmica a un dels llocs més sagrats de l'islam, la Meca (Aràbia Saudita). El moviment es va estendre entre les dones musulmanes, que van compartir experiències d'abús sexual en altres centres religiosos musulmans i llocs sagrats de tot el món com ara Jama Masjid, Nova Delhi (Índia).
L'etiqueta «Me Too» (de l'anglès, jo també) en el moviment prové del moviment Me Too que va guanyar protagonisme mundial a l'octubre de 2017.

## Antecedents
Al febrer de 2018, una dona musulmana pakistanesa va compartir a Facebook les seves experiències sobre abusos sexuals que va patir durant el Hajj. Posteriorment es va eliminar la publicació, però no abans que l'haguessin vist moltes dones que també van compartir les seves experiències.
Mona Eltahawy, periodista egípcia-estatunidenca, va compartir les seves experiències d'abús sexual al Hajj en un llibre el 1982, i les va repiular al Twitter el febrer de 2018 amb l'etiqueta #MosqueMeToo. Moltes altres dones van arribar a les xarxes socials a través de l'etiqueta #MosqueMeToo per compartir també les seves experiències d'abús sexual en aquesta peregrinació religiosa.